# プレストン・ブレア
プレストン・ブレア(Preston Erwin Blair 1908年 - 1994年）はアメリカ合衆国カリフォルニア州出身のアニメーターである。
1930年代初めにユニバーサル・スタジオを皮切りに、アニメーターとしてのキャリアをスタート。程なくウォルト・ディズニー・カンパニーに移り、ミッキーマウスなど数々の作品の制作に従事する。1941年にディズニー社でアニメータによるストライキが発生すると、映画会社メトロ・ゴールドウィン・メイヤー(MGM)社へ移籍し、テックス・アヴェリーのアニメーション制作スタッフとなり、エド・ラブらとともにドルーピーなどの著名な作品制作にあたる。以後10年近くにわたりアヴェリーの片腕的な存在であったが、1940年代後半になるとトムとジェリーで知られるハンナ=バーベラ側のアニメーターであるマイケル・ラーと新ユニットを組み、かつて人気を博した「クマのバーニー」作品を手がけることになった。作品の評価は上々であったが、同社の経費削減策により第二の「ハンナ=バーベラ」、「ハーマン=アイジング」となることもが期待されたユニットはわずか3作品で解散。ブレアは再びアヴェリーのユニットに戻ったが、1949年に発表されたドルーピー作品の「チャンピオン誕生」にラーとともに名前を連ねたのを最後に同社を離れ、表舞台から遠ざかった。以後はラーがブレアと入れ替わる形でアヴェリーの片腕的な存在となったのは何とも皮肉であった。その後も1960年代までアニメーション関係の仕事に従事していたとされるが、ハンナ・バーベラ・プロダクションにおいてテレビアニメの制作に携わったことが記録される他は詳細は明らかではない。ほか、アニメーションに関する執筆活動でも知られる。1985年にはアニメーションの振興に長年貢献した功績からアニメーションの殿堂である「アニー賞（ウィンザー・マッケイ賞）」に輝いた。

## 作品一覧

### クマのバーニー
（ラーとの共同制作）
- 「バーニーの小包騒動」(THE BEAR AND THE BEAN　1948年1月31日)※当初はハンナ=バーベラの作品として発表
- 「バーニーのうさぎ狩り」（THE BEAR AND THE HARE 1948年6月26日）
- 「海中探検」(GOGGLE FUSHING BEAR　1949年1月15日)

## 関連事項
- テックス・アヴェリー
- ドルーピー
- メトロ・ゴールドウィン・メイヤー
- マイケル・ラー
- クマのバーニー